# Tasmanzee
De Tasmanzee (Engels: Tasman Sea) is een randzee van de Grote of Stille Oceaan. Zij is gelegen tussen de Australische deelstaten New South Wales, Victoria en Tasmanië in het westen en Nieuw-Zeeland in het oosten. In het noorden grenst ze aan de Koraalzee. De Tasmanzee is genoemd naar de Nederlandse ontdekkingsreiziger Abel Tasman.